# Pôle Ouest
Albums de Michel Jonasz
Soul Music Airlines
(1996) Où vont les rêves ?
(2002)
Pôle Ouest est un album musical de Michel Jonasz sorti le 25 avril 2000.
Michel Jonasz a écrit et enregistré cet album essentiellement chez lui, en compagnie d'Allioum Ba, « sorcier des machines à musique ». 
Le titre du dernier morceau, La Vie sans mort, est aussi celui d'un livre de Satprem paru en 1985.

## Musiciens
- Claviers : Michel Jonasz
- Guitares : Jean-Pierre Taïeb
- Programmation : Allioum Ba

## Technicien
- Prise de son et mixage : Jean-Matthieu Poitevin

## Liste des morceaux
1. Le Millénaire
2. C'est ça le blues
3. L'amour ça devient sérieux
4. Les Heures passées
5. Le Scat
6. Le Lac gelé
7. Ça finit jamais
8. Le Boléro
9. Miss Molly
10. La Piste de danse
11. Pôle Ouest
12. La Rue du bon vieux temps
13. Les Amoureuses
14. La Vie sans mort
15. (Bonus track)